# 经济主义
经济主义（俄语：Экономизм）是指19世纪末至20世纪初俄国社会民主工党内的“经济派”的主张。代表人物有塔赫塔廖夫、普罗柯波维奇、库斯柯娃、克里切夫斯基、皮凯尔（马尔丁诺夫）、马赫诺韦茨（阿基莫夫）等，经济派的主要报刊是《工人思想报》（1897年—1902年）和《工人事业》杂志（1899年—1902年）。
经济派主张工人阶级只进行争取提高工资、改善劳动条件等等的经济斗争，认为政治斗争是自由派资产阶级的事情。他们否认工人阶级政党的领导作用，崇拜工人运动的自发性，否定向工人运动灌输社会主义意识的必要性，维护分散的和手工业的小组活动方式，反对建立集中的工人阶级政党。
这一概念包括用金钱激励来奖励社会主义制度下的工人，而非通过革命政治来激励工人。该术语最初与弗拉基米尔·列宁对工会主义的批评有关。列宁主义者认为经济主义有诱使工人阶级离开革命道路而沦为资产阶级政治附庸的危险。